# Sumisión (novela)
Sumisión (título original en francés: Soumission) es una novela de ficción política francesa escrita por Michel Houellebecq y publicada el 7 de enero de 2015 por la editorial Flammarion.

## Trasfondo
El 5 de enero de 2015, el Presidente de Francia: François Hollande declaró en una entrevista concedida a France Inter que "leería el libro debido al debate candente que existe".
El novelista apareció caricaturizado en la portada del semanario Charlie Hebdo, mismo día que la sede sufrió un atentado con el resultado de doce fallecidos (entre las víctimas, dos policías). La portada iba acompañada por el siguiente titular: "Les prédictions du mage Houellebecq: en 2015, je perds mes dents, en 2022, je fais ramadan." (Las predicciones del mago Houellebecq: En 2015 perdí mis dientes y en 2022 haré el Ramadán).
El 16 de enero se publicó la edición alemana traducido por Norma Cassau y Bernd Wilczek bajo el título: Unterwerfung. El libro fue publicado en inglés en septiembre de 2015 para el mercado británico.

## Argumento
François, un profesor de literatura de la Universidad de París III especializado en el escritor decadentista Huysmans, siente que ha llegado el fin de su vida sentimental. Han pasado varios años desde que creara su último trabajo universitario de gran relevancia. Su novia decide emigrar a Israel y sus padres han fallecido. Todas estas circunstancias le hace temer que acabará suicidándose.
Pero en la Francia de 2022, Mohammed Ben Abbes, un político carismático del partido político ficticio Fraternidad Musulmana gana las elecciones presidenciales y se hace con la gestión de la nación. Una vez en el cargo, realiza varios cambios: trabaja en la pacificación de la nación francesa, privatiza la principal universidad de Francia, convirtiéndola en una universidad islámica, cambia algunas leyes, anula el derecho de igualdad entre hombres y mujeres a la par que permite la poligamia y planea hacer de la Unión Europea un nuevo "Imperio Romano" islámico, con Francia como eje central.
En esta nueva sociedad, François con la ayuda de Robert Rediger se convierte al Islam, que le ofrece una segunda oportunidad en su vida: un trabajo de prestigio muy bien pagado y la posibilidad de disfrutar de varias mujeres.
La novela mezcla la ficción con la realidad. Varias personalidades políticas, entre las que se encuentran François Hollande, Marine Le Pen, François Bayrou y Jean-François Copé, aparecen como personajes.

## Personajes
- François: el protagonista de la novela. Profesor nihilista de literatura moderna en la Sorbona, es experto en el escritor Joris-Karl Huysmans. Consciente del estancamiento de su vida intelectual, desde hace años cada vez le apasiona menos la enseñanza. No consigue tener ninguna relación sentimental estable. Únicamente tiene aventuras esporádicas con alumnas durante el curso académico. Hace mucho tiempo que no mantiene contacto con sus padres y lleva una existencia vacía en un apartamento del Chinatown parisino, entre comida étnica, tabaco y alcohol.

- Myriam: joven estudiante de literatura moderna, de origen judío y última "conquista" de François. A pesar de su diferencia de edad, ama al profesor. Sin embargo, el ascenso al poder de la Fraternidad Musulmana la obligará a exiliarse en Israel y romper definitivamente con François.

- Steve: colega mediocre de François, especialista en Rimbaud y de dudosos méritos académicos (se dice que llegó a la Sorbona úniacmente a través de favores sexuales de la rectora Delouze). Se convertirá al islam movido por el aumento de salario y la posibilidad de casarse con las alumnas.

- Marie-Françoise Tanneur: especialista en Balzac, es una mujer formada que sabe todo lo que sucede en la universidad. Casada con Alain, un agente secreto de la DGSI, que conoce bien la situación que Francia está viviendo. Con el ascenso de la Fraternidad, Alain será suspendido del servicio de inteligencia y Marie-Françoise perderá su puesto de trabajo por su condición de mujer.

- Godefroy Lempereur: joven profesor recién contratado en la Sorbona y especialista en Bloy. Es una eminencia al servicio del bloque identitario.

- Robert Rediger: nuevo rector de la Sorbona, subsecretario en la universidad y, finalmente, Ministro de Asuntos Exteriores de Francia. Defensor de la causa palestina y ferviente musulmán, Rediguer nació en Bruselas. Tras una juventud marcada por el catolicismo tradicionalista y la militancia en el movimiento identitario, se convierte al islam. Inteligente y calculador, convence a François para convertirse al islam y poder volver así a enseñar en la Universidad. Compara la sumisión al islam con la sumisión "erótica" sadomasoquista presente en Historia de O.

- Mohammed Ben Abbes: con raíces tunecinas, se convierte en el líder de la Fraternidad Musulmana. Se presenta como moderado y políticamente correcto pero en realidad tiene altas ambiciones políticas. Quiere construir un Dār al-Islām basándose en el modelo del Imperio romano. Antes de convertirse en presidente de la República, se asegura de que su partido controle el Ministerio de Educación y que en Francia se aplique una sharia soft. Aspira a exportar su modelo a toda Europa e introducir en la Unión Europea a todos los países árabes mediterráneos. Su objetivo último es unificar políticamente esta Europa ampliada (e islámica) y convertirse en el primer presidente de esta nueva entidad geopolítica.

## Recepción
El libro fue considerado de inmediato un bestseller. Además, al poco tiempo de su lanzamiento pasó a ocupar el primer puesto de superventas franceses en el portal Amazon.com.
Houellebecq habló sobre su trabajo en The Paris Review:

... No puedo decir que el libro sea una provocación - si eso significa que las afirmaciones que [yo] encuentre alejadas de la verdad indigne a la población. Yo condenso una evolución que en mi opinión es realista.

Horas antes de producirse el atentado contra Charlie Hebdo, el novelista afirmó:

A día de hoy existe un enorme desengaño en todo el país a causa de las autoridades... No puedes quedarte sentado. Algo tiene que cambiar, no sé el qué, pero hay que hacer algo al respecto.

La lideresa del Frente Nacional: Marine Le Pen declaró en France Info:

Un día, esta ficción podría hacerse realidad.

Steven Poole, periodista de The Guardian afirmó:

... Sumisión no trata sobre los políticos en sí. El verdadero "objetivo" de la sátira de Houellebecq - al igual que en sus anteriores trabajos - es la mentalidad maleable y desesperanzada de la opinión pública.

Por su parte, Emmanuel Carrère de The Economist compara Soumission con la obra de George Orwell 1984.